# Rosina Dafter
Rosina Dafter (née le 15 mars 1875 et décédée le 9 juin 1959) était une astronome et la première femme australienne à être nommée membre de la Royal Astronomical Society. Elle a redécouvert la comète Pons-Winnecke en 1927 et a été responsable de la découverte d'étoiles variables jusqu'alors inobservées dans la constellation de la Carène,,,.

## Vie
Dafter est née à Londres le 15 mars 1875 de Margaret et Richard Fitton, un fabricant de piano-forte. Elle a fait ses études à la Holy Trinity Church School de Londres et a commencé à travailler comme créatrice de vêtements avant son mariage avec John Albert Dafter le 20 novembre 1898. Le couple est arrivé en Australie en 1910 et s'est installé à Northgate (en) avec leurs deux fils adoptifs qui étaient des marins marchands.
Bien qu'elle s'intéresse aux étoiles depuis son enfance et étudie les mathématiques comme passe-temps, ce n'est qu'à son arrivée en Australie que Dafter demande conseil et commence à s'enseigner l'astronomie.
En 1923, Dafter fut élue membre de la British Astronomical Association qui avait une branche en Nouvelle-Galles du Sud. Elle fut l'observatrice du sud de l'Association pendant trois décennies et fut également membre de la Royal Astronomical Society of New Zealand (en) et de l'Association américaine des observateurs d'étoiles variables.
Dafter a rassemblé les données pour Brisbane dans le cadre d'un projet de recherche plus vaste impliquant Broken Hill et le Japon qui visait à obtenir des données photométriques simultanées sur les trois sites,.
Elle a également fourni des détails sur les événements astronomiques aux journaux locaux, a tenu des conférences publiques sur l'astronomie et a été publiée dans de nombreuses revues,.
Dafter décède le 9 juin 1959, à l'âge de 84 ans.